# Bletia florida
Bletia florida là một loài phong lan.

## Hình ảnh

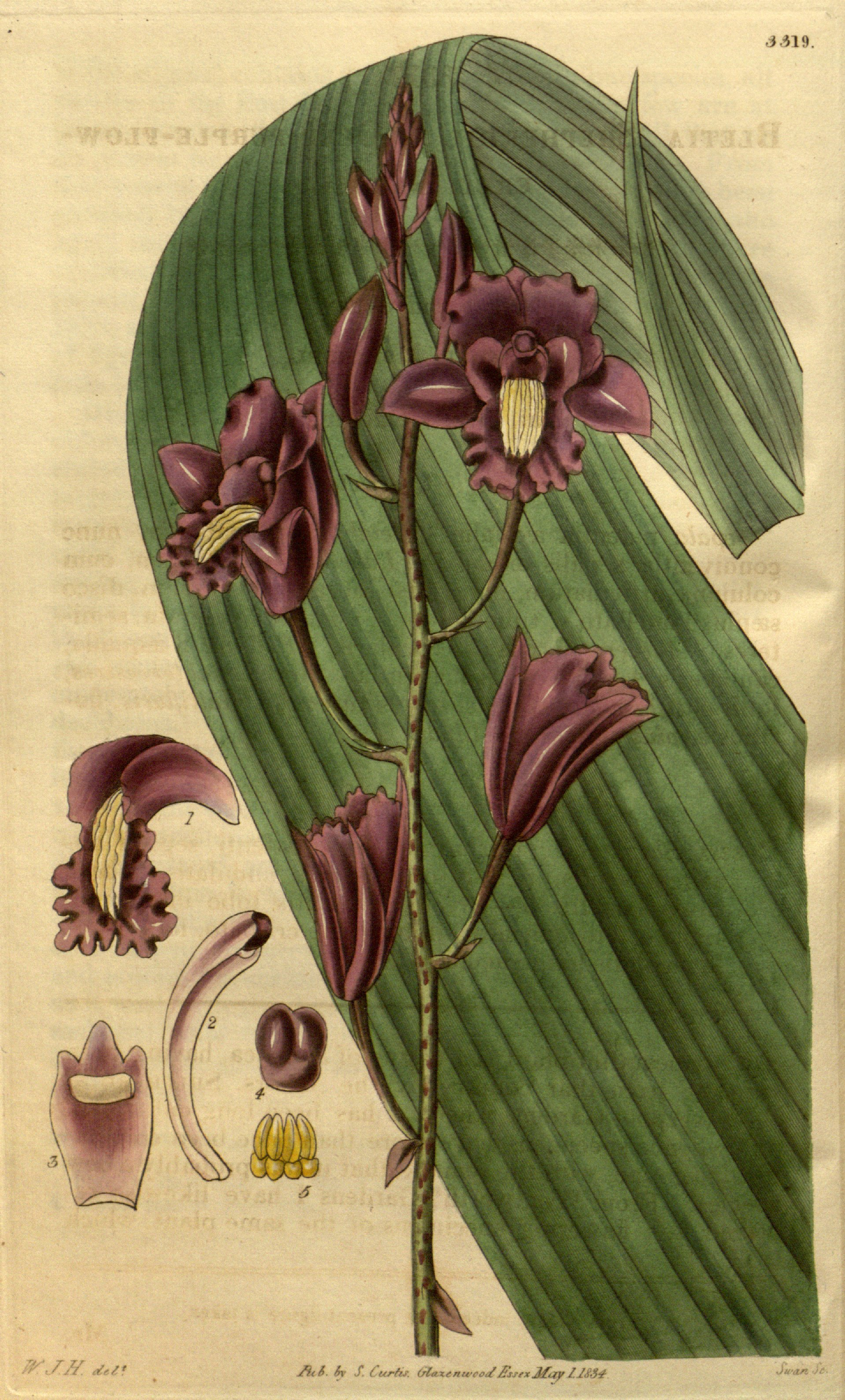